# Marquess of Lansdowne

Wappen des Marquess of Lansdowne

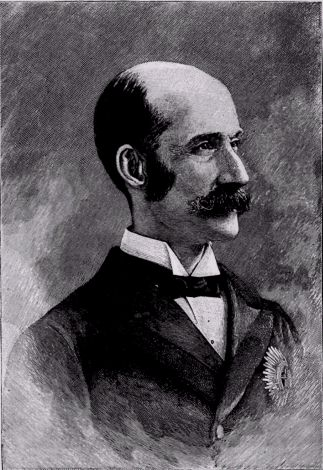
Henry Petty-FitzMaurice, 5. Marquess of Lansdowne

Marquess of Lansdowne ist ein erblicher britischer Adelstitel in der Peerage of Great Britain, benannt nach der Ortschaft Lansdowne, heute als Lansdown ein Stadtteil von Bath.
Familiensitz der Marquesses ist Bowood House in Wiltshire. Früher gehörte der Familie außerdem auch Lansdowne House am Berkeley Square in London.

## Verleihung
Der Titel wurde im Jahre 1784 für William Petty, 2. Earl of Shelburne, geschaffen. Dieser war 1782/83 Premierminister von Großbritannien gewesen.

## Nachgeordnete Titel
Nachgeordnete Titel des Marquess of Lansdowne sind Earl Wycombe, of Chipping Wycombe in the County of Buckingham, (geschaffen 1784), Earl of Kerry (geschaffen 1723), Earl of Shelburne (geschaffen 1753), Viscount Calne and Calstone (geschaffen 1784), Viscount Clanmaurice (geschaffen 1723), Viscount FitzMaurice (geschaffen 1751), Baron Wycombe, of Chipping Wycombe in the County of Buckingham (geschaffen 1760), Baron Kerry and Lixnaw (geschaffen 1223) und Baron Dunkeron (geschaffen 1751). Die Titel Earl Wycombe, Viscount Calne and Calstone und Baron Wycombe gehören zur Peerage of Great Britain, während alle weiteren Titel der Peerage of Ireland zugeordnet sind.
Der Titel Earl of Shelburne war bereits 1719 einmal geschaffen worden, jedoch nach dem Tod des ersten Earls wieder erloschen.
Seit 1818 werden die Titel Earl of Kerry und Viscount Clanmaurice als nachgeordnete Titel geführt, die zuvor von einem älteren Zweig der Familie getragen worden waren. 
Als Höflichkeitstitel des Titelerben werden abwechselnd die Titel Earl of Kerry und Earl of Shelburne verwendet.

## Weiterer Titel
Der fünfte Marquess erbte 1895 von seiner Mutter den Titel Lord Nairne. Er gehört zur Peerage of Scotland und kann auch in weiblicher Linie vererbt werden. Als der siebente Marquess starb, fiel dieser Titel an seine Schwester, während das Marquessat mit den anderen nachgeordneten Titeln auf einen Cousin überging.

## Liste der Marquesses of Lansdowne und Earls of Shelburne

### Earls of Shelburne, erste Verleihung (1719)
- Henry Petty, 1. Earl of Shelburne (1675–1751)

### Earls of Shelburne, zweite Verleihung (1753)
- John Petty, 1. Earl of Shelburne (1706–1761)
- William Petty, 2. Earl of Shelburne (1737–1805) (wurde 1784 zum Marquess of Lansdowne erhoben)

### Marquesses of Lansdowne (1784)
- William Petty, 1. Marquess of Lansdowne (1737–1805)
- John Henry Petty, 2. Marquess of Lansdowne (1765–1809)
- Henry Petty-FitzMaurice, 3. Marquess of Lansdowne (1780–1863)
- Henry Petty-FitzMaurice, 4. Marquess of Lansdowne (1816–1866)
- Henry Petty-FitzMaurice, 5. Marquess of Lansdowne (1845–1927)
- Henry Petty-FitzMaurice, 6. Marquess of Lansdowne (1872–1936)
- Charles Petty-Fitzmaurice, 7. Marquess of Lansdowne (1917–1944)
- George Petty-FitzMaurice, 8. Marquess of Lansdowne (1912–1999)
- Charles Petty-Fitzmaurice, 9. Marquess of Lansdowne (* 1941)

Titelerbe (Heir apparent) ist der Sohn des jetzigen Marquess, Simon Petty-FitzMaurice, Earl of Kerry (* 1970).